# Штурмовий полк «Цунамі»
Штурмовий полк «Цунамі» — воєнізований підрозділ Управління поліції особливого призначення № 2 Департаменту поліції особливого призначення «ОШБ НПУ «Лють».

## Історія
На початку повномасштабного вторгнення РФ в Одесі було сформовано зведений батальйон спеціального призначення Національної поліції України «Цунамі». Його бійці пліч-о-пліч працювали з військовими на Херсонщині. Коли ЗСУ звільняли населений пункт, за ними туди заходили бійці з «Цунамі». Їхнім завданням було виявити колаборантів, диверсантів, російських військових, які не встигли відступити. Поліцейські спілкувалися з місцевими жителями, розпитували, де базувалися російські військові та чи вчиняли ті злочини проти цивільного населення. Крім того, вони перші, хто забезпечували місцевих жителів зв’язком, ліками та гуманітарною допомогою. Зазвичай вони збирали місцевих на центральній вулиці села та підключали на кілька годин Starlink.
З 18 квітня 2022 року по 05 лютого 2023 року командиром зведеного батальйону Національної поліції України «Цунамі» був підполковнику поліції Гостіщев Олександр Євгенович. Під його керівництвом підрозділ виконував службові (бойові) завдання на півдні України з оборони Миколаївської та Херсонської областей.
Протягом квітня – червня 2022 року на території Одеської області підрозділ організував та взяв участь у 22-х оперативно-бойових заходах контрдиверсійної боротьби із виявлення диверсійно-розвідувальних груп противника та їх імовірних посібників. У зазначений період виявлено схрони зі зброєю, амуніцією, засобами зв’язку та іншим обладнанням, здійснено фільтраційні заходи, спрямовані на встановлення колабораціоністів, які розповсюджували антиукраїнський контент у соціальних мережах, з метою ескалації конфліктної ситуації в регіоні, розпалювання міжнаціональної, міжетнічної ворожнечі та виправдовування злочинних дій противника.
17 липня 2022 року під час наступу на окуповану територію Лозового Херсонської області завдяки діям підрозділу вдалося утримати населений пункт до підходу допоміжних сил. Це дало змогу безперешкодно просуватися військам Збройних Сил України на Херсонському напрямку.
У період із 3 вересня 2022 року до 10 листопада 2022 року зведений батальйон Національної поліції України «Цунамі» здійснив штурмові дії в Миколаївській та Херсонській областях, а також контрдиверсійні, пошукові та оперативно-профілактичні заходи на території 10 населених пунктів – Лозового, Білогірки, Благодатівки, Іщенки, Калинівського, Бобрового Кута, Євгенівки, Василівки, Павлівки та Івано-Кепіного та брав безпосередню участь у звільнені селища Давидів Брід та міста Херсона.
6 лютого 2023 року зведений батальйон спеціального призначення реорганізовано в полк управління поліції особливого призначення № 2 (штурмовий полк «Цунамі») Департаменту поліції особливого призначення «Об’єднана штурмова бригада Національної поліції України «Лють».
Після підготовки та бойового злагодження підрозділ взяв участь у боях за Бахмут, де разом з силами оборони зачистив село Кліщіївка.
На Донецькому напрямку бійці, Колишні правоохоронці – патрульні, дільничні, співробітники охорони, в складі полку у ближньому стрілецькому бою розбили еліту ЗС РФ. В кінці липня  вони знищили бронетехніку та 15 десантників 83-ї окремої гвардійської десантно-штурмової бригади армії Росії.

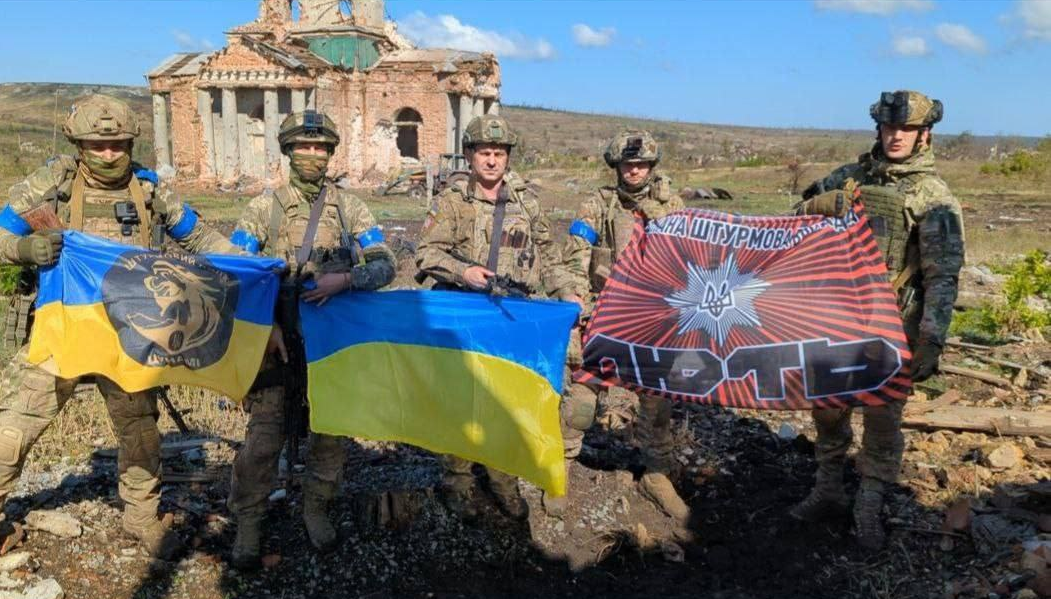
Бійці полку «Цунамі» в селі Кліщіївка, Бахмутського району

Весною 2023 року штурмовий батальйон «Тавр» став четвертим батальйоном у складі штурмового полку «Цунамі» Управління поліції особливого призначення № 2 в Департаменті поліції особливого призначення «ОШБ НПУ «Лють».
В травні 2024 року воїни штурмового полку разом із бійцями Збройних Сил України тримали оборону м. Вовчанськ у Чугуївському районі Харківської області.

## Структура
- Штурмовий батальйон «Тавр»

## Втрати полку
- 15 березня 2024 — Гостіщев Олександр Євгенійович («Славутич»). Командир полку. Загинув під час ракетного удар по Одесі[7][8][9].
- 22 травня 2024 — Шаблико Сергій Геннадійович («Крим»). 20.01.1986. Поліцейський взводу 2 роти 2 батальйону 3 полку. Загинув  в населеному пункті Вовчанськ Чугуївського району Харківської області [10].
- 26 вересня 2024  — Ведишенко Юрій Олегович («Трак»). 26.08.1993р.н. Поліцейський взводу 3 роти 3 батальйону 3 полку. Загинув в населеному пункті Торецьк Бахмутського району Донецької області.

## Командування
- Гостіщев Олександр Євгенійович («Славутич») — ексначальник патрульної поліції Одеської області, загинув 15 березня 2024 під час ракетного удар по Одесі[7][8][9].

## Див.також
- Полк поліції «Дніпро-1»
- Батальйон поліції «Миротворець»